# Marvin Stefaniak
Pour les articles homonymes, voir Stefaniak.
Marvin Stefaniak, né le 3 février 1995 à Hoyerswerda, est un footballeur allemand.

## Biographie

### En club
Stefaniak commence à jouer au football au FC Lausitz Hoyerswerda avant de rejoindre l'équipe rivale de la ville, le Hoyerswerdaer SV. À l'été 2011, grâce à son passage au SC Borea Dresden, il intègre le SG Dynamo Dresde, où il joue pour les équipes de jeunes. Stefaniak reçoit un contrat professionnel en mars 2013 et dès lors, en plus de ses affectations dans les équipes U-17 et U-19, sert dans la deuxième équipe.
Il fait ses débuts en compétition pour l'équipe première en 2. Bundesliga le 15 février 2014 lors de la défaite 2-3 à l'extérieur contre le FSV Francfort, lorsqu'il remplace Adam Sušac à la 84e minute du match. Après trois autres brèves apparitions, Stefaniak fait son premier match en tant que titulaire le 4 avril de la même année lors d'un match nul 0-0 contre Energie Cottbus. Le 30 août 2014, Stefaniak marque son premier but en compétition pour le Dynamo Dresde lors de la victoire 2-0 à l'extérieur contre le SV Wehen Wiesbaden. À la fin de la saison 2013-2014, Dresde est relégué en 3. Liga, le jeune joueur reste dans ce club. Au cours de la saison 2015-2016, le Dynamo Dresde remporte le championnat de 3. Liga et accède en 2. Bundesliga. Cette saison, le milieu de terrain est le meilleur passeur du championnat avec 17 passes décisives en 34 matchs. Il marque aussi quatre buts.
Pour la saison 2017-2018, Stefaniak signe un contrat de cinq ans avec le VfL Wolfsburg en Bundesliga. Il ne fait aucune apparition en Bundesliga dans la première moitié de la saison et que trois apparitions dans la deuxième équipe en Regionalliga Nord. Il revient alors en 2. Bundesliga le 12 janvier 2018 en rejoignant 1. FC Nuremberg dans un prêt jusqu'à la fin de la saison, Nuremberg devient vice-champion de 2. Bundesliga en 2018 et est ainsi promu en Bundesliga. Stefaniak revient au VfL Wolfsburg pour la saison 2018-2019, mais de nouveau sert peu dans la première ou la deuxième équipe du club.
Pour la saison 2019-2020, Stefaniak est prêté au club de deuxième division SpVgg Greuther Fürth pendant deux ans. Il joue 18 matchs de 2. Bundesliga, au cours desquels il marque un but, mais est éloigné pendant longtemps en raison d'une blessure. Le 5 octobre 2020, Fürth et Wolfsburg conviennent de mettre fin au prêt par anticipation juste avant la fin de la période de transfert estivale.
Stefaniak est ensuite prêté au Dynamo Dresde, son ancien club, jusqu'à la fin de la saison 2020-2021. Il dispute 22 matches de troisième division et hisse le club en 2. Bundesliga.
Stefaniak revient au VfL Wolfsburg pour la saison 2021-2022. Cependant, les entraîneurs-chefs Mark van Bommel et Florian Kohfeldt ne l'ont jamais considéré. Le club l'avait déjà informé lors de la pré-saison qu'il ne prévoyait plus de travailler avec lui. En janvier 2022, il met fin à son contrat et s'engage avec le FC Würzburger Kickers en 3. Liga.

### En sélection
En 2011, Stefaniak est sélectionné pour deux matches amicaux par l'entraîneur de l'équipe d'Allemagne des moins de 17 ans de football, Stefan Böger. Il fait ses débuts le 12 novembre 2011, en étant titularisé lors d'une victoire 1-3 contre l'équipe d'Azerbaïdjan. Il est remplacé à la 65e minute. Trois jours plus tard, lors du deuxième match contre cette même équipe, il marque un doublé, avec pour résultat une victoire 0-4.
Le 4 octobre 2014, Stefaniak est de nouveau sélectionné par Frank Wormuth pour l'équipe des moins de 20 ans, pour un tournoi de quatre nations. Il fait ses débuts le 11 octobre 2014 lors d'une victoire 1-0 contre la Turquie. En mai 2015, il est appelé dans l'équipe allemande pour disputer la Coupe du monde des moins de 20 ans 2015 organisée en Nouvelle-Zélande. Lors du mondial junior, il joue deux matchs. Il marque un but en phase de poule contre les Fidji. L'Allemagne s'incline en quart de finale face au Mali.
Il reçoit une seule et unique sélection avec les espoirs, le 2 septembre 2016, en amical contre la Slovaquie. Il joue la première mi-temps et l'Allemagne s'impose 3-0.